# Charaxes hannibal
Charaxes hannibal är en fjärilsart som beskrevs av Butler 1869. Charaxes hannibal ingår i släktet Charaxes och familjen praktfjärilar. Inga underarter finns listade i Catalogue of Life.